# Langstone (pays de Galles)
Pour les articles homonymes, voir Langstone.
Langstone est un village et une communauté du borough de comté de Newport, au pays de Galles.

## Géographie
Langstone est situé à 7 km à l'est du centre-ville de Newport, juste au nord de l'autoroute M4 qui relie le sud du pays de Galles à Londres. Le village est également bordé à l'ouest par la route A449 (en) et traversé par la route A48 (en).
La communauté de Langstone comprend également les hameaux de Llanbedr (en), Llandevaud (en) et Llanmartin (en).

## Démographie
Au recensement de 2011, la communauté de Langstone comptait 3 279 habitants.

## Culture locale et patrimoine
La communauté de Langstone abrite plusieurs monuments classés, dont trois sont de grade II*, signalant des édifices « particulièrement importants ou d'un intérêt spécial ». Il s'agit du château de Pencoed (en), un manoir de la période Tudor, de la porterie de ce même château, et du manoir de Kemeys (en), un autre manoir de la période Tudor.